# Villanueva de los Escuderos
Villanueva de los Escuderos es una pedanía española del municipio de Cuenca, perteneciente a la provincia de Cuenca, en la comunidad autónoma de Castilla-La Mancha.

## Toponimia
Se llama "villa" al núcleo humano fundado sobre un "villar" o antigua población desaparecida, y por eso, lo que elimina a lo antiguo, es "nuevo". El sobrenombre o segundo nombre de la aldea o villa se impone para distinguirlo de otras poblaciones llamadas con el mismo nombre. La provincia de Cuenca tiene tres Villanuevas: Villanueva de Guadamejud, por su cercanía al río Guadamejud (río de los ciruelos); Villanueva de la Jara, por su abundancia de matas y brenas que circundaban su entorno; y Villanueva de los Escuderos , ¿Por qué?. "Escudero", aquí no es el que hace escudos, o el que sirve a su señor o el paje que acompaña a un caballero para llevarle el escudo, o el que por su sangre es noble y distinguido. No. El entorno montaraz del pueblo, espeso monte de bosques y pinares es muy propicio para la "montería", donde el jabalí nuevo -"escudero"- va siempre junto al viejo... Muy célebres tuvieron que ser las monterías o caza mayor de gamos, corzos y del jabalí tropel de ojeadores espantando la caza con voces, tiros, golpes o ruido.

## Historia
A tres leguas de Cuenca, entre montañas y crestas, tocando los altos de Cabrejas, donde nace la Cordillera Oretana, visigodos y musulmanes acamparon sobre estas tierras.
Alfonso VIII, después de arrebatarle a los musulmanes Cuenca en el año 1177, el 7 de junio de 1185 da a la Orden de Santiago una aldea llamada "Villanueva", antiguamente denominada "Foios Rotundus", ubicada en el término de Cuenca entre las aldeas llamadas "Almerones" y "Casares de García Ramírez".
Durante los siglos XII y XIII, se instalaron aldeas y núcleos repoblativos y, sobre las ruinas y cimientos de poblaciones abandonadas, surgían los nuevos nombres de terminología romance castellana, "Hoyos Redondos", "La morrilla", "La fuente la Linda" y "Laza Conejo" pasando después al poblado de "El Casuto", como así se ha comprobado a través de los yacimientos arqueológicos: tumbas excavadas en roca, monedas, ermita o capilla, etc., hasta llegar a Villanueva, como fruto del asentamiento definitivo en las zonas de repoblación ganadas a lo largo de la Reconquista.
Tanto el rey Alfonso VIII como el Concejo se preocuparon en ampliar el alfoz de Cuenca, y en 1201 confirmaron el acuerdo por el que "Valtabaldo" quedaría para la Orden de Santiago, y "Villanueva" para Cuenca. Ya tenemos a Villanueva situada en una ladera, con vega y río -el arroyo del Ejidillo-, que nace en "la Fuente de la Zarza" y dominado por un enclave defensivo, recinto amurallado, con un arco de medio punto y portada almenada.
Aldea de Cuenca ya en el siglo XVI, cuando dependía del Rey y su población era de "cien vecinos" (unos quinientos habitantes), según el Libro de Visitas del Partido de la Mancha, año 1579. Vecindario suficiente para levantar la joya arquitectónica de su iglesia.
El municipio de Villanueva de los Escuderos desapareció en 1977, al ser incorporado junto con el de Cólliga al término municipal de Cuenca.

## Demografía
| Gráfica de evolución demográfica de Villanueva de los Escuderos entre 1842 y 1970 |
| |
| Población de derecho según los censos de población del INE Población de hecho según los censos de población del INEEntre el censo de 1981 y el anterior, este municipio desaparece porque se integra en el municipio Cuenca |

## Iglesia de la Asunción
De ábside semicircular, cubierto el interior del presbiterio por esbelta y rica cúpula semicircular renacentista, de piedra de cantería, labrada con casetones cuadriláteros y rosetas, figuras de santos, animales y flores. El célebre Esteban Jamete de Orleans (Francia), uno de los artistas más importantes del plateresco conquense, que en el arco de la Catedral de Santa María y San Julián de Cuenca dejó su fama, aquí, por aquello de que el amor no tiene edad ni fronteras, y su segunda esposa, María Hernández de Castro, de dieciocho años, era de este lugar, cuando él tenía 44 años, también dejó aquí su genio en la cúpula y el arco renacentista de medio punto, a la entrada del presbiterio, sobre columnas estriadas, año 1554.
Pedro de Alviz, arquitecto del convento e iglesia de San Pablo de Cuenca, al cerrar con bóvedas de crucería la capilla del lado del Evangelio, porque "sus nervios arrancan de unas ménsuas" (original de él). La torre, de planta cuadrada, maciza y de buena sillería, es de Juan de Toca, y cuando su altura no llegaba a nueve metros, su hijo, Juan de Toca Vercaces, retoma la obra de su difunto padre para que la terminara el maestro de cantería Juan de la sierra, junto con el carpintero Alonso Moreno y el albañil Juan de Ocaña. Juan Soria sustituyó el antiguo retablo en 1712 por uno nuevo de su propio bolsillo.

## Fiestas
El patrón es San Antonio, y por lo tanto las fiestas patronales son el día 13 de junio y el fin de semana al que más se aproxime esta fecha. En las fiestas suele haber una caridad (panes bendecidos que se reparten a todo el pueblo y foráneos) y por la tarde-noche toca una orquesta.